# Dasabuvir

Dasabuvir (nombre comercial Exviera, en Europa) es un fármaco antiviral para el tratamiento de la infección del virus de la hepatitis C del genotipo 1.  En los Estados Unidos,  está aprobado por la Administración de Alimentos y Medicamentos  (FDA)  desde 2014, para su uso en combinación con ombitasvir, paritaprevir, y ritonavir co-embalado en el producto de nombre comercial Viekira Pak.